# Pterois antennata
Pour les articles homonymes, voir Rascasse volante.
Espèce
Le ptérois à antennes ou poisson-scorpion à antennes (Pterois antennata) est une espèce de poissons de la famille des Scorpaenidae.
Sa piqûre est très douloureuse mais rarement mortelle pour l'homme.

## Description et caractéristiques
Il ne faut pas confondre cette espèce avec les autres rascasses volantes du même genre : son corps est légèrement plus trapu, de couleur rouge avec des bandes verticales plus sombres et entourées de lignes blanches ; les épines (venimeuses) des nageoires dorsale sont ornées d'une courte voilure annelées de blanc et de rouge, et les pectorales sont blanches et très allongées comme des antennes (d'où le nom) ; les nageoires pectorales sont marquées par des ocelles bleues, et les yeux sont surplombés par de longs appendices plumeux. Il mesure 20 cm de long. 

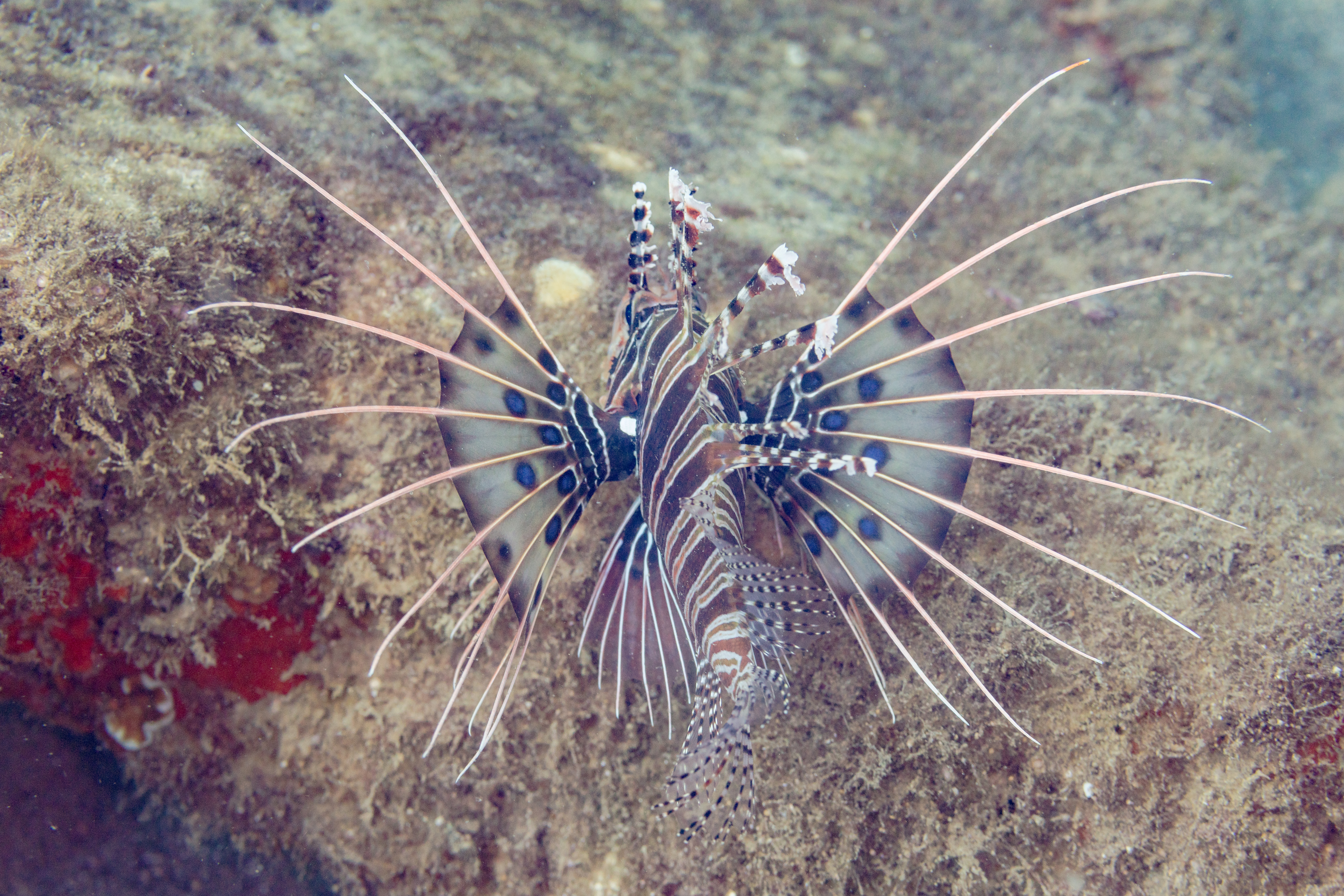
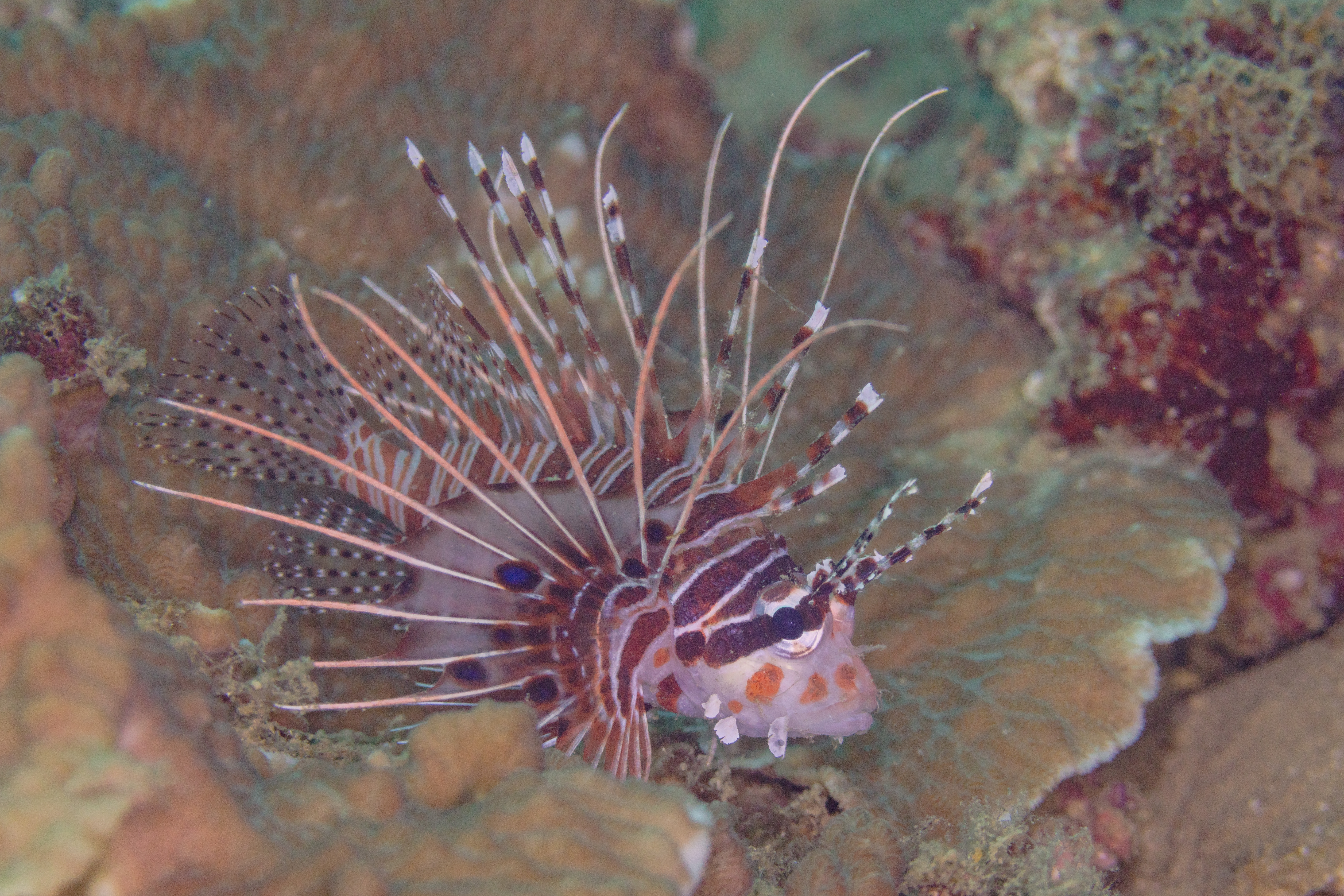
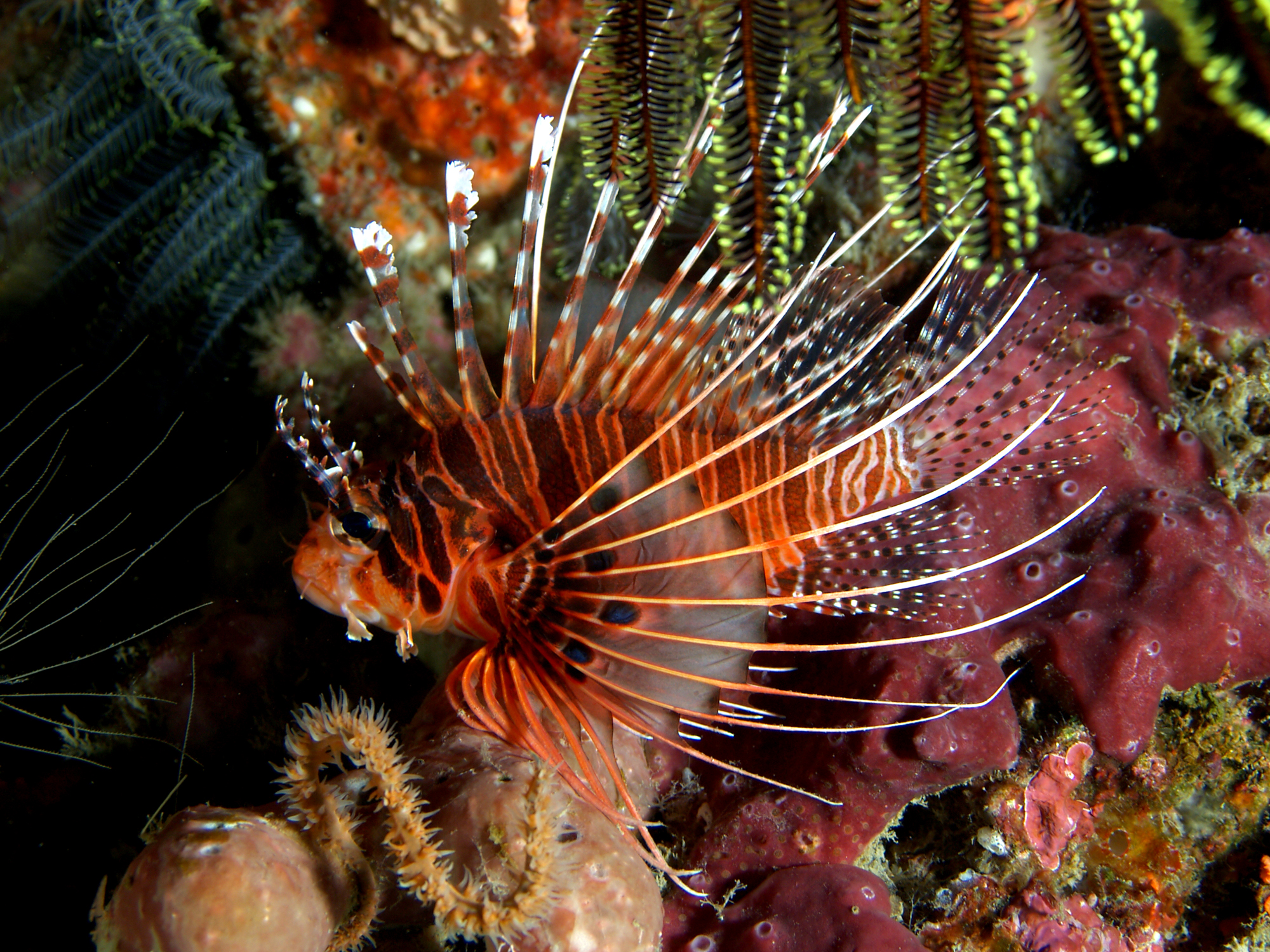
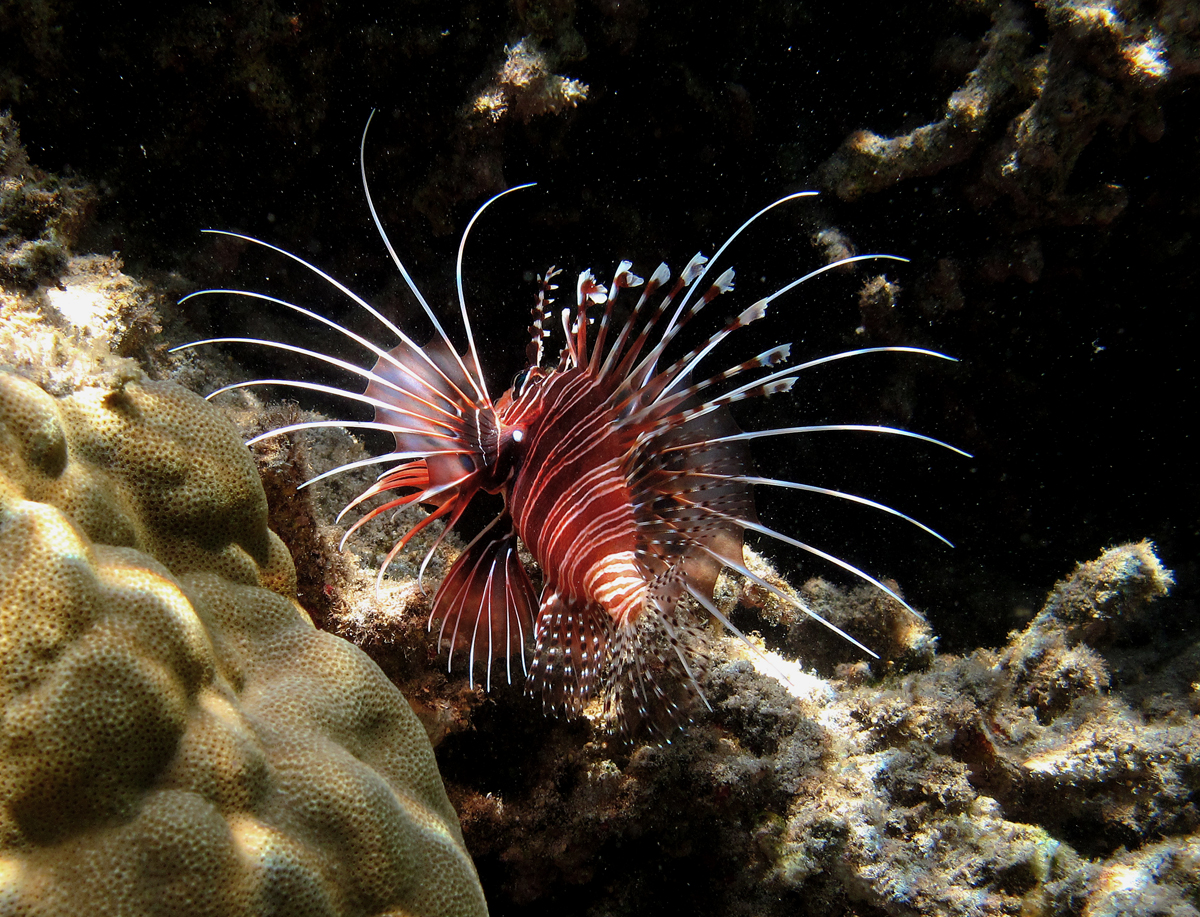

## Alimentation
Le poisson-scorpion à antennes mange des crabes et des crevettes.

## Habitat et répartition
On trouve cette espèce dans les récifs de corail de l'Indo-Pacifique, de la mer Rouge à la Polynésie.